# Rhaphidostichum subrevolutum
Rhaphidostichum subrevolutum är en bladmossart som beskrevs av Brotherus 1925. Rhaphidostichum subrevolutum ingår i släktet Rhaphidostichum och familjen Sematophyllaceae. Inga underarter finns listade i Catalogue of Life.